# Maria von Peteani
Maria von Peteani, geborene Sauer, ab 1919 Maria Peteani , (* 2. Februar 1888 in Prag, Österreich-Ungarn; † 28. Juli 1960 in Linz) war eine österreichische Zeichnerin und Schriftstellerin.

## Leben

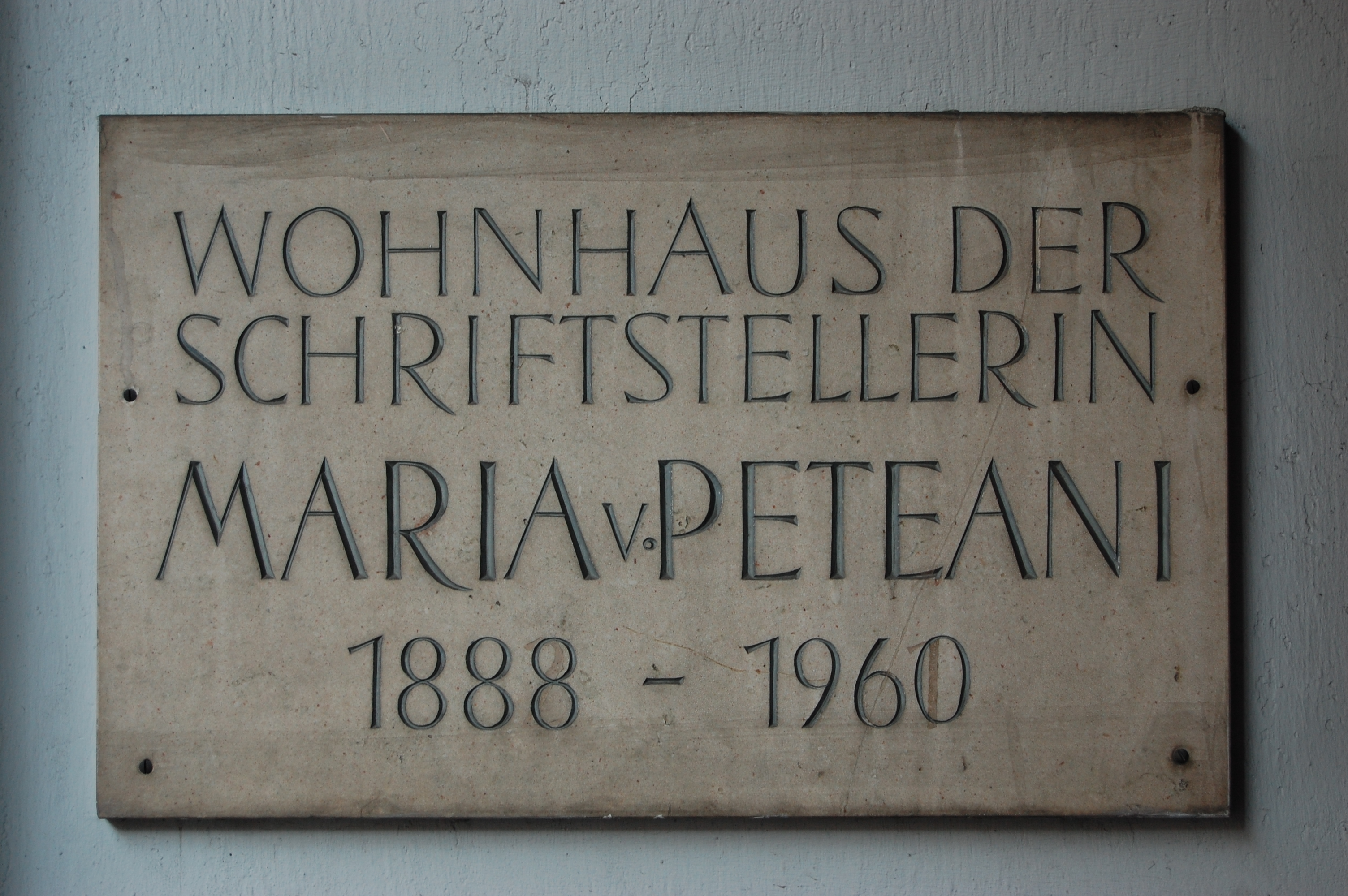
Gedenktafel am ehemaligen Wohnhaus von Maria von Peteani, Mozartstraße 26, Linz

1890, als Zweijährige, übersiedelte sie mit ihrer der Kunstwelt eng zugetanen Familie nach Linz, Mozartstraße 26, wo der Tochter von Postrat Edmund Sauer jun. nach der Volksschule der Besuch eines Mädchenlyzeums ermöglicht wurde. Sie verbrachte als Kind einige Sommeraufenthalte bei ihrem Onkel mütterlicherseits, dem „Walzerkönig“ Johann Strauß Sohn in Bad Ischl.
Sie heiratete am 24. November 1908 den vierzehn Jahre älteren, 1907/08 in Linz unter Hans Claar wirkenden, in Görz begüterten Tenor Eugen Peteani Reichsritter von Steinberg (1873–1913). Gastspiele führten den Opernsänger erst durch halb Europa. Als er an starken Stimmproblemen zu leiden begann und dem finanziellen Ruin nahe war, wandelte er 1912, unterstützt von Maria (Marie), seine Görzer Villa in eine Fremdenpension um. Doch nur ein Jahr später, am 3. April 1913, starb der erst 39-Jährige an einem Gehirnschlag. Die Witwe kehrte zu ihrer Mutter, Gisela Sauer († 1932), nach Linz zurück, wo sie sich bis 1920 als Zeichnerin über Wasser hielt, Titelblätter, Modezeichnungen und Exlibris gestaltete. Die Firma Munk in Wien gab von ihr geschaffene Ansichtskarten mit Damenmodeentwürfen heraus.
Mit dem Schreiben begann sie erst im Jahr 1920, wobei sie vor allem durch fast 20 Romane bekannt wurde. Sie verfasste auch etliche Hörspiele, lokale Artikelserien sowie eine große Anzahl von Erzählungen.

Über ihre Romane und deren Protagonistinnen heißt es in der Kurzbiografie des Linzer Stadtarchivs:

„Ihre Romanheldinnen zeigen durchgehend starken Charakter, sind lebenstüchtig und ihren Ehemännern meist überlegen, die nicht selten als 'tumbe Toren' erscheinen. Die Ehe wird häufig hinterfragt und sie scheut auch vor positiven Schilderungen von Prostituierten keineswegs zurück.“

Nach ihrer vorher freiberuflichen Tätigkeit war Peteani schließlich in den Jahren 1926 bis 1938 für das Wiener Tagblatt, sowie die Deutsche Allgemeine Zeitung tätig.
Peteani konnte nach dem „Anschluss Österreichs“ an das Deutsche Reich den Ariernachweis nicht erbringen. 1940 erhielt sie ein Schreiben der Reichsschrifttumskammer, dass ihr ab sofort jede Betätigung als Schriftstellerin untersagt sei, ein Zuwiderhandeln nach den Strafbestimmungen des Reichskulturkammergesetzes geahndet würde.
Doch nach 1945 gelang es ihr relativ rasch wieder ins Geschäft zu kommen. Alle ihre Romane erschienen in Neuauflagen. Vorrangiges Arbeitsgebiet war dann aber nicht mehr der Roman, sondern Feuilleton und Hörspiel.
Peteani liegt am St.-Barbara-Friedhof in Linz begraben.
Ein umfänglicher Teilnachlass (45 Schuber) wurde 1964/65 dem Archiv der Stadt Linz übergeben.

## Werke
- Das Glück der Hanne Seebach. Eine Liebesgeschichte aus den Biedermeiertagen. Steurer, Linz 1920 (online bei ALO).
- Die Liebesleiter. Roman. Rikola, Wien (u. a.) 1921 (online bei ALO).
- Susanne. Ein Roman. Braumüller, Wien (u. a.) 1926 (online bei ALO).
- Franz Lehar. Seine Musik – sein Leben. Glocken-Verlag, Wien-London 1950.

## Preise, Ehrungen
- Hörspielpreis der RAVAG (1935)[3]
- Erinnerungstafel am Wohn- und Sterbehaus in der Mozartstraße 26.[7]